# Natalja Nikolajewna Sernowa
Natalja Nikolajewna Sernowa (russisch Наталья Николаевна Зернова; * 7. August 1976) ist eine ehemalige russische Skilangläuferin.

## Werdegang
Sernowa lief im Dezember 2003 in Krasnogorsk ihr erstes Rennen im Continental-Cup, welches sie auf dem 22. Platz über 10 km Freistil beendete. Im Dezember 2005 wurde sie Fünfte beim La Sgambeda. Ihr Debüt im Skilanglauf-Weltcup hatte sie im Januar 2007 in Rybinsk. Dabei kam sie mit Platz 26 im 15-km-Massenstartrennen und Platz 30 im Sprint in die Punkteränge. Bei den Rollerski-Weltmeisterschaften 2007 in Oroslavje gewann sie die Bronzemedaille in der Verfolgung und die Silbermedaille mit der Staffel. Im Jahr 2008 errang sie beim La Sgambeda den fünften und im Jahr 2009 den vierten Platz. Im Februar 2009 erreichte sie in Rybinsk mit Platz zwei im Sprint ihre erste Podestplatzierung im Eastern-Europe-Cup. Bei den Rollerski-Weltmeisterschaften 2009 in Piglio holte sie die Goldmedaille mit der Staffel. Nach Platz drei beim La Sgambeda zu Beginn der Saison 2010/11, erreichte sie im weiteren Saisonverlauf im Eastern-Europe-Cup mit Platz drei im Sprint in Moskau und in Syktywkar jeweils mit Platz zwei im Sprint und über 10 km Freistil, den siebten Platz in der Gesamtwertung. Im Februar 2011 kam sie in Rybinsk bei ihren dritten und letzten Weltcup mit dem 27. Platz im Sprint erneut in die Punkteränge. Bei den Rollerski-Weltmeisterschaften 2011 holte sie die Silbermedaille mit der Staffel. Ab 2013 bis zu ihrem Karriereende im Jahr 2020 nahm sie ausschließlich an Skimarathonrennen teil. Dabei gewann 2013 und 2014 den Toblach–Cortina über 30 km Freistil und 2015 und 2017 den Gsieser-Tal-Lauf. Beim  Demino Ski Marathon wurde sie 2013 und 2017 jeweils Dritte und 2015 und 2016 jeweils Zweite.